# Bitter Moon
Bitter Moon (Lunas de hiel, en España; Luna amarga, en México; Perversa luna de hiel, en Chile; Perversa luna de miel, en Argentina; Luna de hiel, en Colombia, Perú, Venezuela) es una película de 1992, dirigida y producida por Roman Polański. Protagonizada por Hugh Grant, Kristin Scott Thomas, Emmanuelle Seigner y Peter Coyote en los papeles principales.
Basada en la novela Lunes de Fiel (1981) de Pascal Bruckner.

## Argumento
Nigel (Hugh Grant) y Fiona Dobson (Kristin Scott Thomas) se encuentran en un viaje de placer con rumbo a la India a bordo de un crucero. Cierta noche Nigel conoce a Mimi (Emmanuelle Seigner), una hermosa francesa, y posteriormente se relaciona con su esposo, Oscar (Peter Coyote), un escritor frustrado que se encuentra inválido. A través de él, Nigel se entera de la turbulenta historia de amor de la pareja. Durante el trayecto, el interés de Nigel por Mimi crece, mientras Fiona torna su predilección en un pasajero de la nave. Al final, en una noche de Año Nuevo, los cuatro personajes se involucran en un desenlace trágico.

## Reparto
- Hugh Grant como Nigel Dobson
- Kristin Scott Thomas como Fiona Dobson
- Emmanuelle Seigner como Micheline "Mimi" Bouvier
- Peter Coyote como Óscar Benton
- Luca Vellani como Dado
- Boris Bergman como amigo de Oscar
- Victor Banerjee como el Sr. Isaiah Singh
- Sophie Patel como Amrita Singh
- Olivia Brunaux como Cindy
- Stockard Channing (sin acreditar) como Beverly